# هنري كولينز والش
هنري كولينز والش (بالإنجليزية: Henry Collins Walsh)‏ هو صحفي أمريكي، ولد في 1863، وتوفي في 1927.